# Metacyrba taeniola
Espèce
Synonymes
- Attus taeniola Hentz, 1846
- Metacyrba similis Banks, 1904

Metacyrba taeniola est une espèce d'araignées aranéomorphes de la famille des Salticidae.

## Distribution
Cette espèce se rencontre aux États-Unis au Wisconsin, en Illinois, en Pennsylvanie, au Maryland, au Delaware, à Washington, en Virginie, au Tennessee, en Caroline du Nord, en Caroline du Sud, en Géorgie, en Floride, en Alabama, au Mississippi, en Louisiane, en Arkansas, au Texas, en Oklahoma, au Kansas, au Nouveau-Mexique, au Colorado, en Utah, en Arizona, au Nevada et en Californie, au Mexique au Tamaulipas, au San Luis Potosí, au Coahuila, au Durango, au Chihuahua, au Sonora, en Basse-Californie et en Basse-Californie du Sud et à Bonaire,,.

## Description
Les mâles mesurent de 4,01 à 5,62 mm et les femelles de 5,12 à 7,35 mm.

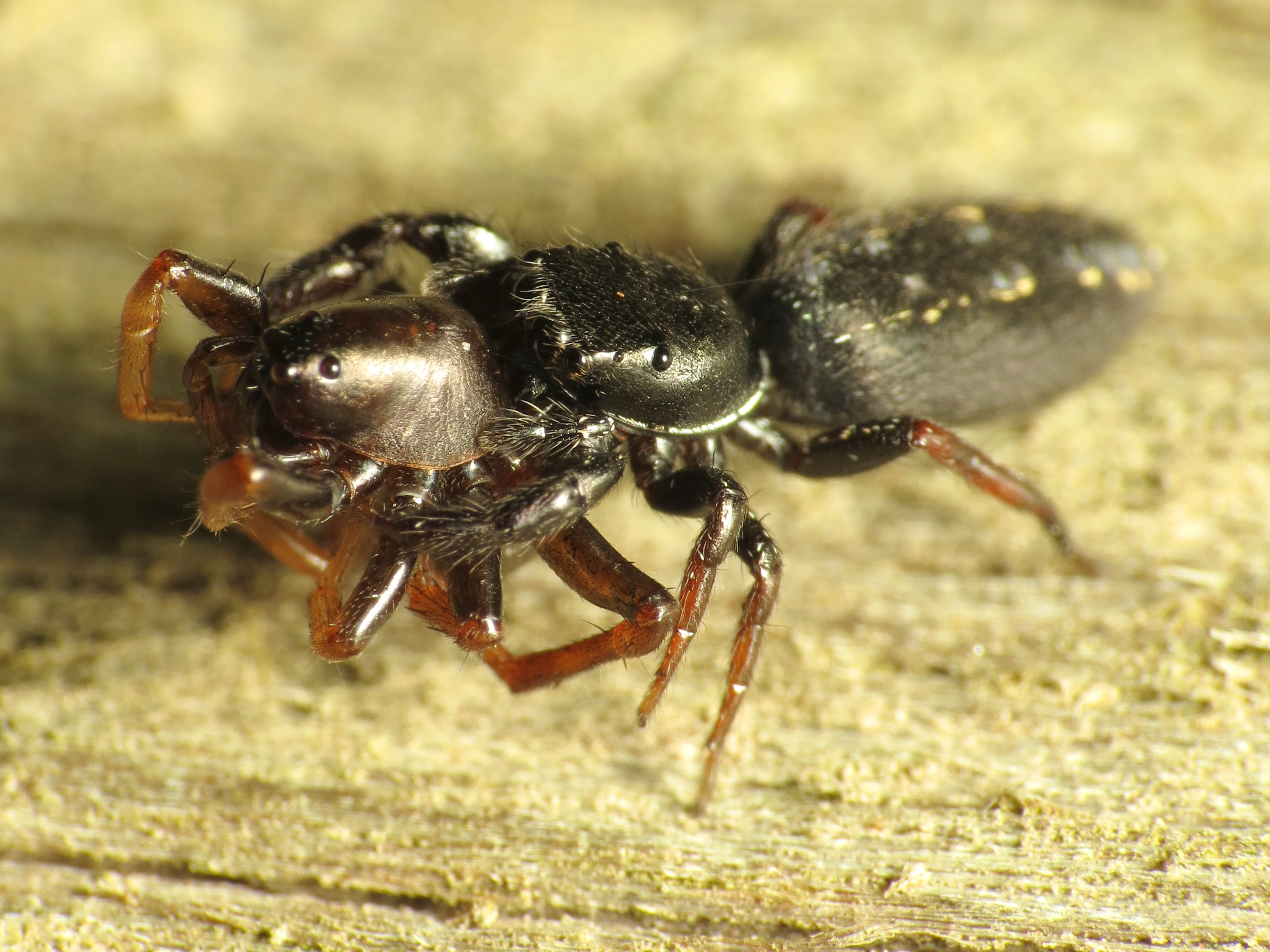
Metacyrba taeniola

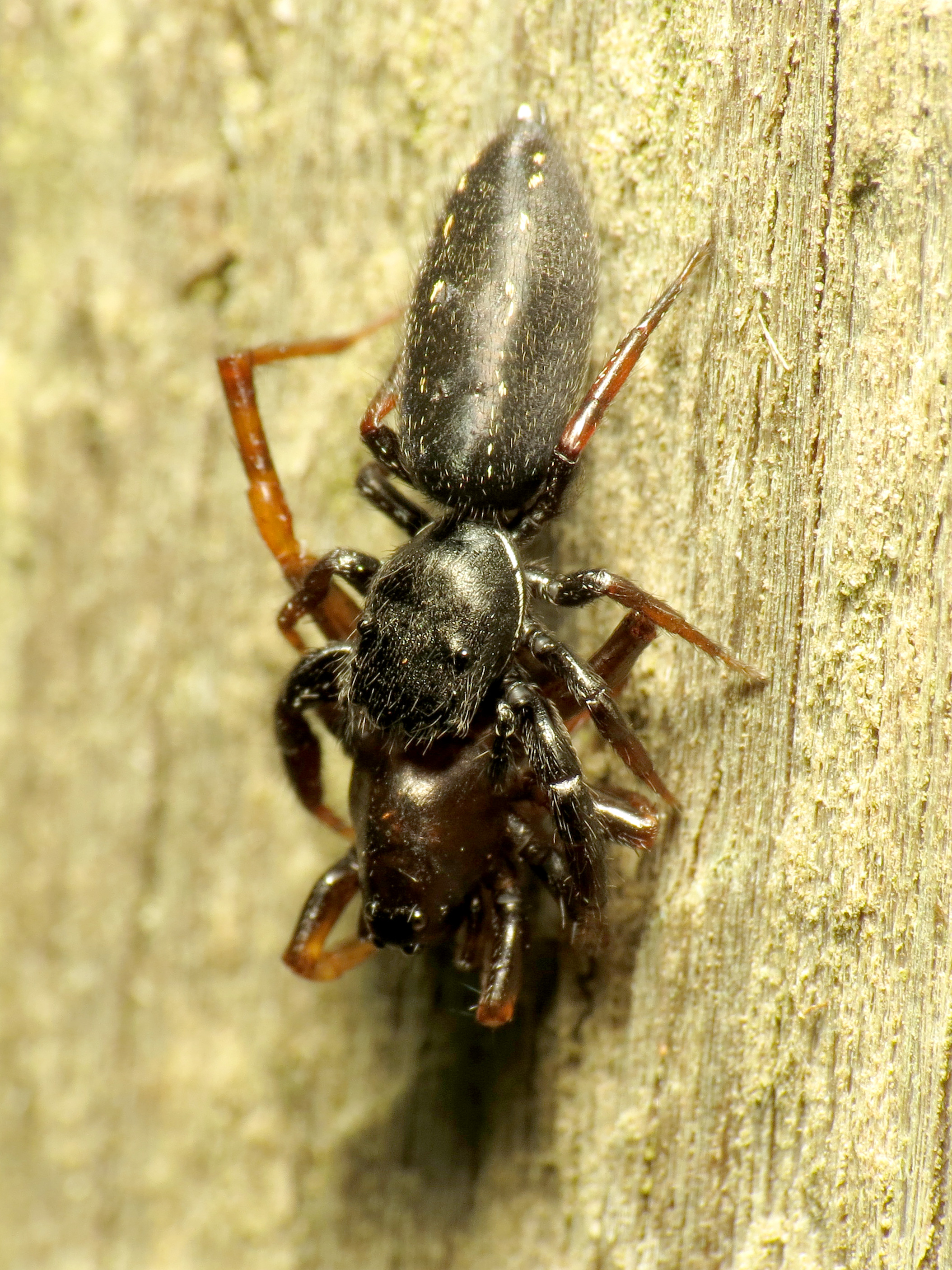
Metacyrba taeniola

Les mâles de Metacyrba taeniola similis mesurent de 3,70 à 4,94 mm et les femelles de 4,88 à 7,25 mm.

## Liste des sous-espèces
Selon World Spider Catalog (version 26, 22/02/2025) :
- Metacyrba taeniola taeniola (Hentz, 1846)
- Metacyrba taeniola similis Banks, 1904

## Systématique et taxinomie
Cette espèce a été décrite sous le protonyme Attus taeniola par Hentz en 1846. Elle est placée dans le genre Cyrba par Peckham et Peckham en 1888 puis dans le genre Metacyrba par F. O. Pickard-Cambridge en 1901.
Metacyrba similis est considérée comme une sous-espèce par Edwards en 2006.

## Publications originales
- Hentz, 1846 : « Descriptions and figures of the araneides of the United States. » Boston Journal of Natural History, vol. 5, p. 352-370 (texte intégral).
- Banks, 1904 : « Some Arachnida from California. » Proceedings of the California Academy of Sciences, sér. 3, vol. 3, no 13, p. 331-376 (texte intégral).